# يوزيف براون
يوزيف براون (بالمجرية: Braun József)‏ (26 فبراير 1901 ببودابست في المجر - 1 فبراير 1943 بمعسكر إبادة) هو مدرب كرة قدم ولاعب كرة قدم مجري في مركز الوسط، شارك في الألعاب الأولمبية الصيفية 1924. وشارك مع منتخب المجر لكرة القدم. أما مع النوادي، فقد لعب مع نادي بودابست وBrooklyn Wanderers ‏ وBrooklyn Hakoah ‏.

## وصلات خارجية
- يوزيف براون على موقع الاتحاد الدولي (مؤرشف)  (الإنجليزية)
- يوزيف براون على موقع قاعدة بيانات كرة القدم.إي يو (الإنجليزية)
- يوزيف براون على موقع ناشيونال فوتبول تيمز (الإنجليزية)
- يوزيف براون على موقع عالم كرة القدم.نت (الإنجليزية)
- يوزيف براون على موقع أوليمبيديا (الإنجليزية)